# Leucania scottii
Leucania scottii är en fjärilsart som beskrevs av Butler 1886. Leucania scottii ingår i släktet Leucania och familjen nattflyn. Inga underarter finns listade i Catalogue of Life.